# Monte Pulchiana
Il monte Pulchiana (IPA : [ˈmonte pulkjaːna] in gallurese monti Pulchiana, in sardo mont'e Pulciana) è il più grande monolite granitico della Sardegna ed ha avuto origine dal disfacimento della roccia per un processo di idrolisi. È ubicato nel territorio comunale di Tempio Pausania, nella Gallura settentrionale, e raggiunge quota 591 metri sul livello del mare. 
Il monte è stato sottoposto a tutela con decreto del Ministero dell'ambiente e della tutela del territorio e del mare n. 19 del 18 gennaio 1994.

## Etimologia e significato
Il significato di Pulchiana sarebbe "monte del porchetto", ma un’altra interpretazione lo riconduce al termine gallurese pul'tseddu, che significa polso, per la sua somiglianza ad una zampa.

## Descrizione
Trattasi di un inselberg originato dallo sgretolamento della roccia per un processo di idrolisi. Ha una caratteristica forma tondeggiante e la roccia ha un colore rosato dovuto a processi di ossidazione. Il monte è situato in un paesaggio granitico ricco di: tafoni, thor, cataste di blocchi, cupole. La vegetazione è caratterizzata da macchia e sugherete. Caratteristico del monte Pulchiana è il pianoro di Lu Parisi, coperto da fiori di cisto.